# Păucinești
Păucinești – wieś w Rumunii, w okręgu Hunedoara, w gminie Sarmizegetusa. W 2011 roku liczyła 212 mieszkańców.